# Zacatilica
Zacatilica är en ort i Mexiko.   Den ligger i kommunen Mixtla de Altamirano och delstaten Veracruz, i den sydöstra delen av landet, 250 km öster om huvudstaden Mexico City. Zacatilica ligger 705 meter över havet och antalet invånare är 461.
Terrängen runt Zacatilica är mycket bergig. Runt Zacatilica är det ganska tätbefolkat, med 222 invånare per kvadratkilometer. Närmaste större samhälle är Zongolica, 10,9 km nordväst om Zacatilica. I omgivningarna runt Zacatilica växer i huvudsak städsegrön lövskog.